# Waldzustand
Als Waldzustand wird der biologische und forstwirtschaftliche Zustand größerer Waldflächen bezeichnet. Die Ergebnisse werden in Waldinventuren und weiteren Berichten zusammengefasst. 

## Ermittlungsverfahren und Kenngrößen
Der Waldzustand wird als Durchschnitt typischer oder rasterförmig angelegter Testgebiete erhoben und lässt daher nur allgemeine, aber nicht auf einzelne Grundstücke bezogene Aussagen zu. Typische Zeitabstände sind 5 oder 10 Jahre, Ausführende sind meist Wissenschaftler der Bodenkunde und des Forstwesens. Am aussagekräftigsten für die zu erfassenden Waldschäden ist der Zustand der Baumkronen, insbesondere die Kronenverlichtung. Aus geologischen, bodenkundlichen, botanischen, meteorologischen, hydrologischen und forstwirtschaftlichen Parametern kann aus den Probeflächen auch die durchschnittliche Ertragsfähigkeit typischer Waldregionen abgeschätzt werden. Eine Bodenzustandserhebung ist üblicherweise Teil der Waldzustandserhebungen.

## Nationales
- In Deutschland werden jährlich ein Waldzustandsbericht und Angaben zum Holzertrag veröffentlicht. Die Bundeswaldinventur wird etwa alle 10 Jahre durchgeführt.

- In Österreich wird die Waldzustandsinventur geführt. Die Untersuchungen werden durch spezielle Abteilungen der bundesstaatlichen Agrarbehörden durchgeführt.

- In der Schweiz wird der Waldzustand als Schweizerisches Landesforstinventar dokumentiert und veröffentlicht.